# Yumiko Igarashi
Yumiko Igarashi (いがらしゆみこ) é uma mangaka e artista japonesa. Ela é a prima da mangaka Satsuki Igarashi, integrante do quarteto Clamp.
Em 1968, estando no terceiro ano do colegial na Asahi Gaoka High School em Sapporo, Hokkaidō, ela estreou na revista Ribon, da Shueisha, com Shiroi Same no iru Shima. Ganhou o primeiro Prêmio de Mangá Kōdansha em 1977 como artista de Candy Candy.

## Trabalhos
- 1968: Shiroi Same no iru Shima (estreia)
- 1975: Candy Candy (enredo por Kyoko Mizuki)
- 1979: Mayme Angel (enredo e arte)
- 1982: Georgie! (enredo por Mann Izawa)
- 1986: Paros no Ken (enredo por Kaoru Kurimoto)
- 1993 - 1994:Muka Muka Paradise (enredo por Fumiko Shiba)